# دوره فوتون
در کیهان‌شناسی فیزیکی، دوره فوتون بازه‌ای زمانی در تکامل جهان اولیه است که در آن بیشتر جرم جهان از فوتون تشکیل می‌شد. دوره فوتون تقریباً ۱۰ ثانیه پس از مه‌بانگ و در زمانی آغاز شد که بیشتر لپتونها و ضد لپتونها در دوره قبلی یعنی دوره لپتون یکدیگر را نابود کرده‌بودند. طی فرایند سنتز هسته‌ای که در نخستین دقایق دوره فوتون آغاز شد، هسته اتم ایجاد شد و در مابقی دوره فوتون، جهان شامل یک پلاسمای چگال داغ از هسته اتم، الکترون و فوتون بود. در حدود ۳۸۰ هزار سال پس از مه‌بانگ دمای جهان به اندازه‌ای کاهش یافت که هسته‌های اتم و الکترونها امکان ترکیب شدن با یکدیگر و تشکیل اتمهای خنثی را داشتند. در نتیجه، فوتون‌ها دیگر برهم‌کنش زیادی با ماده نداشتند و جهان شفاف شد و تابش زمینه کیهانی به‌وجودآمد و سپس تشکیل ساختار آغاز شد.